# Хазіпова Руслана Фаридівна
Руслана Фаридівна Хазіпова (нар. 4 грудня 1986, Кривий Ріг) — українська музикантка та вокалістка гурту «Dakh Daughters». Акторка київського театру «ДАХ».

## Життєпис
Руслана Хазіпова народилася 4 грудня 1986 року у Кривому Розі.
У 2003 році Хазіпова переїхала з Кривого Рогу до Києва і вступила до Київського національного університету імені Карпенка-Карого (спеціальність актор театру і кіно, курс Л. С. Танюка). На першому курсі познайомилася з Владом Троїцьким — режисером-засновником театру «ДАХ», до якого пізніше разом зі ще кількома студентами приєдналась.

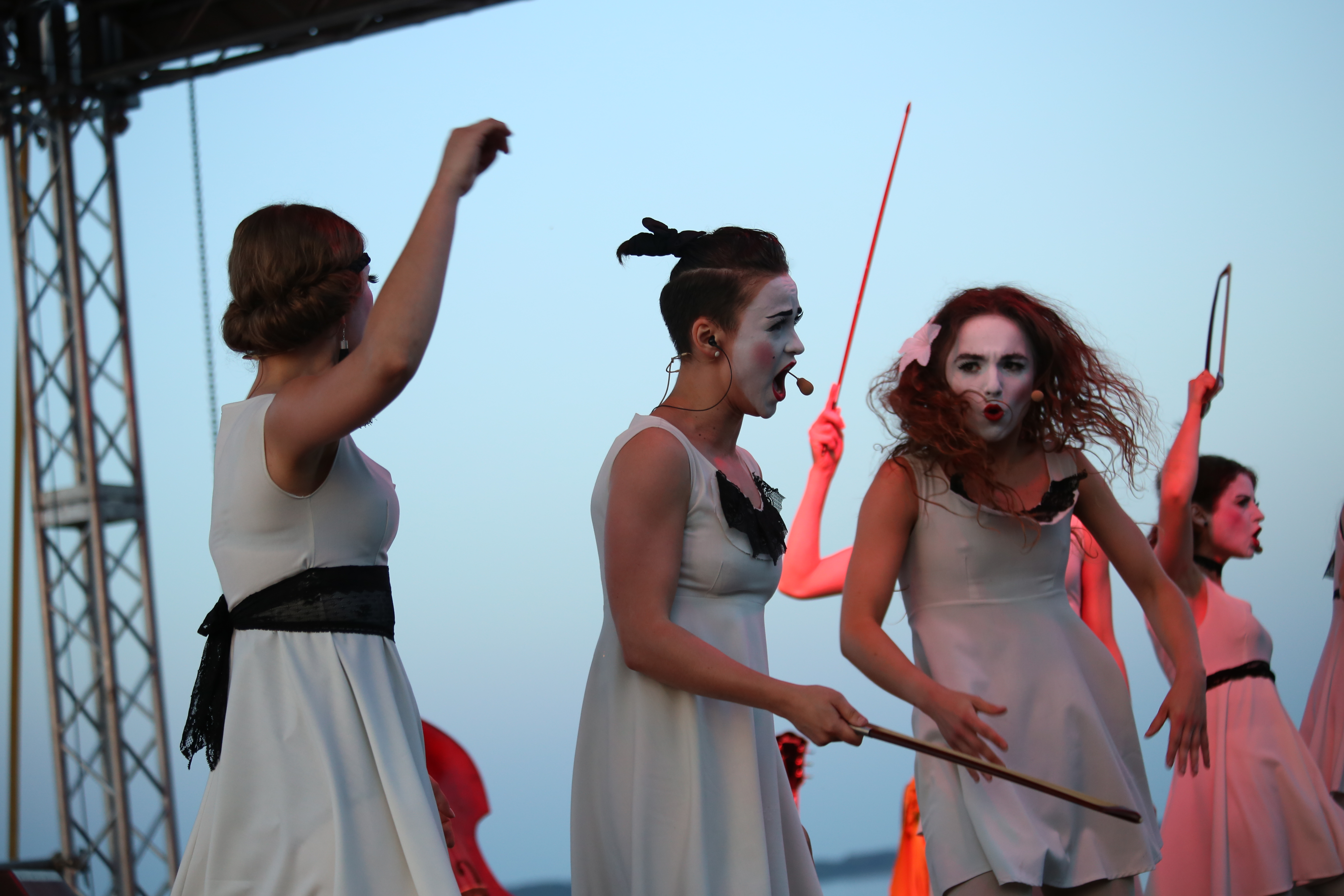
Хазіпова (у центрі) у складі «Dakh Daughters».

З 2005 до 2013 року Хазіпова грає у всіх головних спектаклях «ДАХу» («Декамерон», «Річард», «Макбет»), гастролює світом, опановує барабани, контрабас та трембіту.
2012 року увійшла до українського фрік-кабаре гурту «Dakh Daughters». У тому ж році знялася в українському короткометражному фільмі «Ксенофілія» режисера Іллі Калюкіна у ролі Ксені.
У 2017 році Хазіпова дебютує в повнометражному кіно — в ролі Ольги у фільмі «Дике поле» за романом «Ворошиловград» Сергія Жадана. За цю роль номінується на премію Української кіноакадемії.
2018 року разом з Ганною Нікітіною та Антоном Очеретяним створила гурт «Ragapop».
У 2019 році акторка, у складі гурту «Dakh Daughters», зіграла роль музики в українському фільмі-мюзиклі «Гуцулка Ксеня» режисера Олени Дем'яненко.